# Élections législatives suédoises de 1928

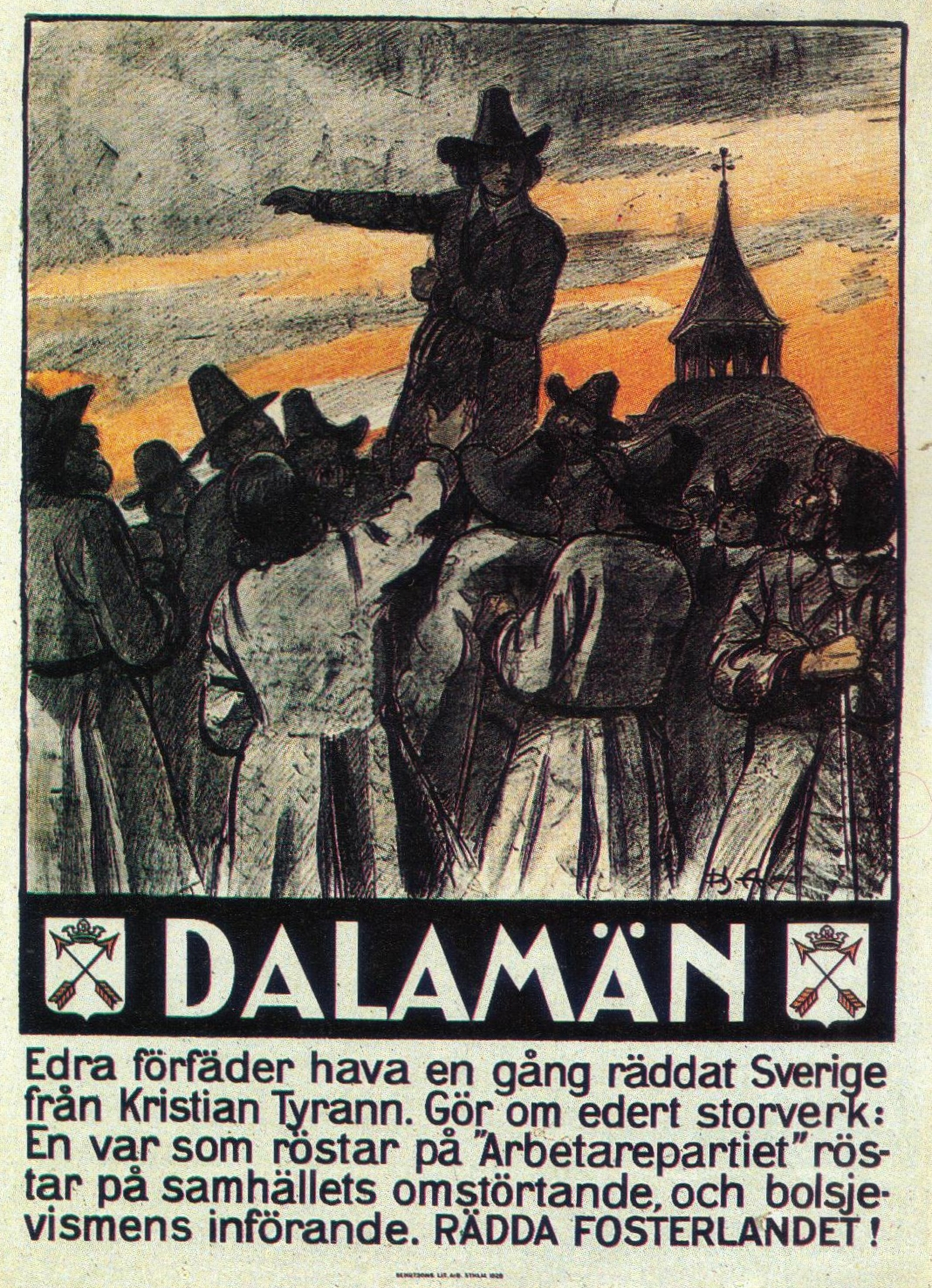
Affiche pour les élections législatives suédoise de 1928

Les élections législatives suédoises de 1928 se sont déroulées entre le 15 et le 21 septembre 1928. Le Parti social-démocrate gagne les élections. Cependant, le conservateur Arvid Lindman forme un gouvernement de coalition.

## Résultats
| Parti      | Parti                         | Leader            | Votes              | Votes  | Votes | Sièges | Sièges |
| Parti      | Parti                         | Leader            | #                  | %      | +/−   | #      | +/−    |
| ---------- | ----------------------------- | ----------------- | ------------------ | ------ | ----- | ------ | ------ |
|            | Parti social-démocrate        | Per Albin Hansson | 873 931            | 37,0   | −4,1  | 90     | −15    |
|            | Ligue électorale générale     | Arvid Lindman     | 692 434            | 29,3   | +3,2  | 73     | +8     |
|            | Parti libéral du peuple (sv)  | Carl Gustaf Ekman | 303 995            | 12,9   | +2,1  | 28     | −1     |
|            | Ligue des fermiers            | Olof Olsson       | 263 501            | 11,1   | +0,3  | 27     | +4     |
|            | Parti communiste de Suède     | Nils Flyg         | 151 567            | 6,4    | +2,8  | 8      | +4     |
|            | Parti libéral du Riksdag (sv) | Eliel Löfgren     | 70 820             | 3,0    | +1,0  | 4      | 0      |
| Totaux     | Totaux                        | Totaux            | ?                  | 100,00 |       | 230    |        |
| Abstention | Abstention                    | Abstention        | ?                  |        |       |        |        |
| Exprimés   | Exprimés                      | Exprimés          | 2 363 168 (67,4 %) |        |       |        |        |